# Joint Security Area (film)
Joint Security Area, är en sydkoreansk film av Chan-wook Park från 2000.

## Handling
Två nordkoreanska soldater mördas i Koreas demilitariserade zon. För att det inte ska leda till en större konflikt undersöker de två neutrala staterna Schweiz och Sverige i Neutrala nationernas övervakningskommission saken närmare.
Uppdraget leds av major Sophie (Yeong-ae Lee).

## Om filmen
Filmen är baserad på boken DMZ av Sang-yeon Park. Den hade premiär 9 september i Sydkorea, men släpptes inte på bio i Sverige.
Joint Security Areas succé ledde till att filmens regissör, Chan-wook Park fick de pengar han behövde för att göra sina efterföljande projekt.

## Rollista (i urval)
- Kang-ho Song - Sgt. Oh Kyeong-pil
- Lee Byung-Hun - Sgt. Lee Soo-hyeok
- Yeong-ae Lee - Maj. Sophie E. Jean